# Lễ hội Văn hóa Ẩm thực Thế giới 2010 (Vũng Tàu)
Lễ hội Văn hóa Ẩm thực Thế giới 2010 (tiếng Anh: World Food Festival) là một lễ hội được tổ chức trong vòng 5 ngày (từ ngày 21 tháng 7 đến ngày 25 tháng 7 năm 2010) tại thành phố Vũng Tàu, Việt Nam. Lễ hội có sự tham gia của 40 quốc gia và các vùng lãnh thổ trên thế giới (Úc, Hoa Kỳ, Canada, Tây Ban Nha, Đức, Iran, Hàn Quốc, CHDCND Triều Tiên, Nga, Trung Quốc, Ấn Độ, Lào,...) cùng 40 tỉnh thành của Việt Nam. Không gian lễ hội kéo dài dọc theo 3 km tuyến đường trước bãi biển Thùy Vân, Bãi Sau với những khu chợ đặc sản và quầy thức ăn dựng lên dưới dạng lều được trang trí theo màu sắc của từng quốc gia, vùng miền.

## Chủ đề - mục tiêu
"Nếm cả thế giới - Taste the World" là chủ đề chính của lễ hội. Ngoài ra còn 5 chủ đề xoay quanh như Ẩm thực, Văn hóa, Lễ hội, Mua sắm và Nghỉ dưỡng. Đây là dịp để các du khách thưởng thức hương vị ẩm thực truyền thống, giao lưu văn hóa, mua sắm đặc sản và tham gia lễ hội diễu hành đường phố của hàng vạn người đến từ các quốc gia trên thế giới và các vùng miền của Việt Nam. Các giới chức cho biết, lễ hội diễn ra ngay trước "Tuần lễ Việt Nam - ASEAN" (từ 28 tháng 7 đến 8 tháng 8) nhân dịp kỷ niệm 15 năm Việt Nam tham gia ASEAN. Ngoài ra, việc tổ chức lễ hội còn mục tiêu khác là hướng tới chào mừng Đại lễ 1000 năm Thăng Long – Hà Nội. Ban tổ chức dự định đưa lễ hội vào Sách Kỷ lục Guinness với danh hiệu là Lễ hội văn hóa ẩm thực được tổ chức trên một không gian dài nhất. Bộ Văn hóa - Thể thao Du lịch cho biết đây là sự kiện văn hóa quan trọng để quảng bá Việt Nam đến bạn bè quốc tế.

## Nội dung
Ngoài các hoạt động giới thiệu ẩm thực quốc tế, lễ hội còn có màn trình diễn nghệ thuật nấu ăn của đầu bếp Martin Yan của chương trình truyền hình phát sóng đa quốc giaYan Can Cook; lễ hội rượu, bia; trình diễn pha chế rượu; hội thi ăn uống; dạ tiệc với sự góp mặt của các DJ quốc tế. Riêng đêm 24 diễn ra lễ hội hoá trang và diễu hành đường phố.

## Sự cố
Theo dự kiến ban đầu, lễ hội sẽ có sự tham gia của 80 quốc gia trên thế giới và 63 tỉnh thành Việt Nam. Đến khi khai mạc, theo ban tổ chức thông báo, có 40 quốc gia và 40 tỉnh thành Việt Nam tham dự. Giá cả thực phẩm tại lễ hội được đánh giá là cao, chất lượng chưa tốt, số lượng thực phẩm không đáp ứng đủ nhu cầu và quãng đường dài cả đi lẫn về 6 km gây mệt mỏi cho nhiều thực khách trong khi tất các các phương tiện lưu thông bị nghiêm cấm vào khu vực lễ hội. Vấn đề an ninh trong khu vực lễ hội cũng gặp nhiều phản ánh.
Lễ hội được thông báo là sẽ có pháo hoa nhưng màn trình diễn này đã không diễn ra. Đêm khai mạc diễn ra trong mưa không có sự chuẩn bị nên nhiều tiết mục và thành phần tham dự bị ảnh hưởng. Ngoài ra, đêm khai mạc kết thúc bằng màn trình diễn bikini kết hợp múa sexy kéo dài khoảng 30 phút gây nhiều phản cảm.
Ủy ban nhân dân tỉnh Bà Rịa - Vũng Tàu đã cho dừng chương trình và kiểm điểm đại diện ban tổ chức.
Trong thông cáo phát đi chiều ngày 23 tháng 7, Ban tổ chức đã chính thức thừa nhận những thiếu sót và "rút kinh nghiệm để khắc phục kịp thời".